# Rivière à la Truite (Chisasibi)
Pour le village, voir Rivière-à-la-Truite.
Pour les articles homonymes, voir La Truite.
La rivière à la Truite est un affluent du littoral Est de la baie James. La rivière à la Truite coule vers l'ouest dans la municipalité Chisasibi (terres réservées aux Cris), dans la région administrative du Nord-du-Québec, au Québec, au Canada.

## Géographie
Les bassins versants voisins de la rivière à la Truite sont :
- côté nord : rivière Aquatuc, La Grande Rivière ;
- côté sud : la rivière Caillet.

D'une longueur de 34,7 km, la rivière à la Truite prend sa source d'un lac sans nom (longueur : 1,6 km ; altitude : 86 m) ; ce lac est alimenté par un petit lac (altitude : 102 m) en amont à 3,2 km à l'est. La rivière coule vers l'ouest en traversant deux petits lacs. Quelques zones de marais sont situés sur son cours ou tout près. La rivière reçoit par le nord les eaux du lac Kasakukamach.
La rivière à la Truite coule vers l'ouest jusqu'au fond d'une petite baie qui est elle-même l'appendice d'une plus grande baie du littoral Est de la baie James. L'embouchure de la rivière à la truite est situé à 5,7 km au nord-ouest de l'embouchure de la rivière Caillet, à 20,0 km au sud du village de Chisasibi et au nord de Wemindji.

## Toponymie
Le toponyme rivière à la Truite a été officialisé le 5 décembre 1968 à la Banque des noms de lieux de la Commission de toponymie du Québec.